# Roeivereniging Hemus
Roeivereniging Hemus (beter bekend als Hemus) is een roeivereniging uit Amersfoort opgericht op 2 april 1990. Het clubgebouw is sinds 28 maart 2015 gevestigd aan de Bernard de Roijstraat in Amersfoort direct aan de Eem. De vereniging telt ongeveer 550 leden.
De naam van de vereniging is afkomstig van de oude Latijnse naam voor de rivier de Eem zoals genoemd in een oorkonde uit het jaar 777.
Elk jaar organiseert Hemus op de laatste zaterdag van september de landelijke roeiwedstrijd Eemhead tussen Baarn en Amersfoort op de Eem. De wedstrijd gaat over 2,5 5 of 7,5 km in verschillende boottypes.